# 都賀村 (島根県)
都賀村（つがむら）は、島根県邑智郡にあった村。現在の邑智郡美郷町の一部にあたる。

## 地理
江の川の上流部に位置していた。

## 歴史
- 1889年（明治22年）4月1日、町村制の施行により、邑智郡都賀本郷、上野村、都賀西村が合併して村制施行し、都賀村が発足[1][2]。
- 1910年（明治43年）8月、都賀信用購買販売組合設立[3]。
- 1925年（大正14年）赤名電気が供給開始[3]。
- 1957年（昭和32年）3月10日、邑智郡都賀行村、布施村（一部、大字村之郷・宮内・比敷）が合併し大和村を新設して廃止された[1][2]。

### 地名の由来
『和名類聚抄』に記載の都賀郷による。

## 教育
- 1947年（昭和22年）4月、都賀中学校開校[3]